# 4 Heures de Spa 2016
Navigation
Édition précédente Édition suivante
Les 4 Heures de Spa-Francorchamps 2016, disputées le 25 septembre 2016 sur le Circuit de Spa-Francorchamps sont la sixième manche de l'European Le Mans Series 2016.

## Engagés
La liste officielle des engagés est composée de 39 voitures, dont 13 en LMP2, 18 en LMP3 et 8 en LM GTE.

## Course

### Classement de la course
Voici le classement provisoire au terme de la course.
- Les vainqueurs de chaque catégorie sont signalés par un fond jauni.
- Pour la colonne Pneus, il faut passer le curseur au-dessus du modèle pour connaître le manufacturier de pneumatiques.

| Pos  | Classe | no | Écurie                    | Pilotes                                                                   | Châssis                     | Pneus | Tours | Temps               |
| Pos  | Classe | no | Écurie                    | Pilotes                                                                   | Moteur                      | Pneus | Tours | Temps               |
| ---- | ------ | -- | ------------------------- | ------------------------------------------------------------------------- | --------------------------- | ----- | ----- | ------------------- |
| 1    | LMP2   | 21 | DragonSpeed               | Henrik Hedman Nicolas Lapierre Ben Hanley                                 | Oreca 05                    | D     | 96    | 4 h 01 min 13 s 639 |
| 1    | LMP2   | 21 | DragonSpeed               | Henrik Hedman Nicolas Lapierre Ben Hanley                                 | Nissan VK45DE 4.5 L V8 Atmo | D     | 96    | 4 h 01 min 13 s 639 |
| 2    | LMP2   | 47 | Team WRT                  | Dries Vanthoor Will Stevens Laurens Vanthoor                              | Ligier JS P2                | D     | 96    | + 2 min 20 s 556    |
| 2    | LMP2   | 47 | Team WRT                  | Dries Vanthoor Will Stevens Laurens Vanthoor                              | Judd HK 3.6 L V8 Atmo       | D     | 96    | + 2 min 20 s 556    |
| 3    | LMP2   | 46 | Thiriet par TDS Racing    | Pierre Thiriet Mathias Beche Ryō Hirakawa                                 | Oreca 05                    | D     | 96    | + 3 min 00 s 523    |
| 3    | LMP2   | 46 | Thiriet par TDS Racing    | Pierre Thiriet Mathias Beche Ryō Hirakawa                                 | Nissan VK45DE 4.5 L V8 Atmo | D     | 96    | + 3 min 00 s 523    |
| 4    | LMP2   | 41 | Greaves Motorsport        | Memo Rojas Julien Canal Nathanaël Berthon                                 | Ligier JS P2                | D     | 96    | + 3 min 46 s 865    |
| 4    | LMP2   | 41 | Greaves Motorsport        | Memo Rojas Julien Canal Nathanaël Berthon                                 | Nissan VK45DE 4.5 L V8 Atmo | D     | 96    | + 3 min 46 s 865    |
| 5    | LMP2   | 38 | G-Drive Racing            | Simon Dolan Harry Tincknell Giedo van der Garde                           | Gibson 015S                 | D     | 96    | + 5 min 21 s 062    |
| 5    | LMP2   | 38 | G-Drive Racing            | Simon Dolan Harry Tincknell Giedo van der Garde                           | Nissan VK45DE 4.5 L V8 Atmo | D     | 96    | + 5 min 21 s 062    |
| 6    | LMP2   | 32 | SMP Racing                | Stefano Coletti Andreas Wirth (en) Vitaly Petrov                          | BR Engineering BR01         | D     | 95    | + 1 tour            |
| 6    | LMP2   | 32 | SMP Racing                | Stefano Coletti Andreas Wirth (en) Vitaly Petrov                          | Nissan VK45DE 4.5 L V8 Atmo | D     | 95    | + 1 tour            |
| 7    | LMP2   | 23 | Panis-Barthez Compétition | Fabien Barthez Timothé Buret Paul-Loup Chatin                             | Ligier JS P2                | M     | 95    | + 1 tour            |
| 7    | LMP2   | 23 | Panis-Barthez Compétition | Fabien Barthez Timothé Buret Paul-Loup Chatin                             | Nissan VK45DE 4.5 L V8 Atmo | M     | 95    | + 1 tour            |
| 8    | LMP2   | 28 | IDEC Sport Racing         | Paul Lafargue Patrice Lafargue Dimitri Enjalbert                          | Ligier JS P2                | M     | 95    | + 1 tour            |
| 8    | LMP2   | 28 | IDEC Sport Racing         | Paul Lafargue Patrice Lafargue Dimitri Enjalbert                          | Judd HK 3.6 L V8 Atmo       | M     | 95    | + 1 tour            |
| 9    | LMP2   | 25 | Algarve Pro Racing        | Michael Munemann Andrea Pizzitola Jonathan Hirschi                        | Ligier JS P2                | D     | 94    | + 2 tours           |
| 9    | LMP2   | 25 | Algarve Pro Racing        | Michael Munemann Andrea Pizzitola Jonathan Hirschi                        | Nissan VK45DE 4.5 L V8 Atmo | D     | 94    | + 2 tours           |
| 10   | LMP3   | 9  | Graff                     | Eric Trouillet Paul Petit Enzo Guibbert                                   | Ligier JS P3                | M     | 92    | + 4 tours           |
| 10   | LMP3   | 9  | Graff                     | Eric Trouillet Paul Petit Enzo Guibbert                                   | Nissan VK50VE 5.0 L V8 Atmo | M     | 92    | + 4 tours           |
| 11   | LMP3   | 2  | United Autosports         | Alex Brundle Mike Guasch Christian England                                | Ligier JS P3                | M     | 92    | + 4 tours           |
| 11   | LMP3   | 2  | United Autosports         | Alex Brundle Mike Guasch Christian England                                | Nissan VK50VE 5.0 L V8 Atmo | M     | 92    | + 4 tours           |
| 12   | LMP3   | 3  | United Autosports         | Mark Patterson Matthew Bell Wayne Boyd                                    | Ligier JS P3                | M     | 92    | + 4 tours           |
| 12   | LMP3   | 3  | United Autosports         | Mark Patterson Matthew Bell Wayne Boyd                                    | Nissan VK50VE 5.0 L V8 Atmo | M     | 92    | + 4 tours           |
| 13   | LMP3   | 17 | Ultimate                  | Jean-Baptiste Lahaye François Hériau Matthieu Lahaye                      | Ligier JS P3                | M     | 92    | + 4 tours           |
| 13   | LMP3   | 17 | Ultimate                  | Jean-Baptiste Lahaye François Hériau Matthieu Lahaye                      | Nissan VK50VE 5.0 L V8 Atmo | M     | 92    | + 4 tours           |
| 14   | LMP3   | 6  | 360 Racing                | Terrence Woodward Ross Kaiser James Swift                                 | Ligier JS P3                | M     | 92    | + 4 tours           |
| 14   | LMP3   | 6  | 360 Racing                | Terrence Woodward Ross Kaiser James Swift                                 | Nissan VK50VE 5.0 L V8 Atmo | M     | 92    | + 4 tours           |
| 15   | LMP3   | 13 | Inter Europol Competition | Jakub Śmiechowski Jens Petersen                                           | Ligier JS P3                | M     | 92    | + 4 tours           |
| 15   | LMP3   | 13 | Inter Europol Competition | Jakub Śmiechowski Jens Petersen                                           | Nissan VK50VE 5.0 L V8 Atmo | M     | 92    | + 4 tours           |
| 16   | LMP3   | 10 | Graff                     | John Falb Sean Rayhall Enzo Potolicchio                                   | Ligier JS P3                | M     | 92    | + 4 tours           |
| 16   | LMP3   | 10 | Graff                     | John Falb Sean Rayhall Enzo Potolicchio                                   | Nissan VK50VE 5.0 L V8 Atmo | M     | 92    | + 4 tours           |
| 17   | LMP3   | 15 | RLR Msport                | Morten Dons (en) Tony Wells Alasdair McCaig                               | Ligier JS P3                | M     | 91    | + 5 tours           |
| 17   | LMP3   | 15 | RLR Msport                | Morten Dons (en) Tony Wells Alasdair McCaig                               | Nissan VK50VE 5.0 L V8 Atmo | M     | 91    | + 5 tours           |
| 18   | LMP3   | 7  | Villorba Corse            | Roberto Lacorte Giorgio Sernagiotto                                       | Ligier JS P3                | M     | 91    | + 5 tours           |
| 18   | LMP3   | 7  | Villorba Corse            | Roberto Lacorte Giorgio Sernagiotto                                       | Nissan VK50VE 5.0 L V8 Atmo | M     | 91    | + 5 tours           |
| 19   | LMP3   | 20 | Duqueine Engineering      | Maxime Pialat Eric Clement Antonin Borga                                  | Ligier JS P3                | M     | 91    | + 5 tours           |
| 19   | LMP3   | 20 | Duqueine Engineering      | Maxime Pialat Eric Clement Antonin Borga                                  | Nissan VK50VE 5.0 L V8 Atmo | M     | 91    | + 5 tours           |
| 20   | LMP3   | 16 | Panis-Barthez Compétition | Éric Debard Valentin Moineault Simon Gachet                               | Ligier JS P3                | M     | 91    | + 5 tours           |
| 20   | LMP3   | 16 | Panis-Barthez Compétition | Éric Debard Valentin Moineault Simon Gachet                               | Nissan VK50VE 5.0 L V8 Atmo | M     | 91    | + 5 tours           |
| 21   | LMGTE  | 66 | JMW Motorsport            | Robert Smith Rory Butcher (en) Andrea Bertolini                           | Ferrari 458 Italia GT2      | D     | 91    | + 5 tours           |
| 21   | LMGTE  | 66 | JMW Motorsport            | Robert Smith Rory Butcher (en) Andrea Bertolini                           | Ferrari 4.5 L V8 Atmo       | D     | 91    | + 5 tours           |
| 22   | LMGTE  | 88 | Proton Competition        | Gianluca Roda Christian Ried Matteo Cairoli                               | Porsche 911 RSR             | D     | 91    | + 5 tours           |
| 22   | LMGTE  | 88 | Proton Competition        | Gianluca Roda Christian Ried Matteo Cairoli                               | Porsche 4.0 L Flat-6 Atmo   | D     | 91    | + 5 tours           |
| 23   | LMGTE  | 55 | AF Corse                  | Duncan Cameron Matt Griffin Aaron Scott                                   | Ferrari 458 Italia GT2      | D     | 90    | + 6 tours           |
| 23   | LMGTE  | 55 | AF Corse                  | Duncan Cameron Matt Griffin Aaron Scott                                   | Ferrari 4.5 L V8 Atmo       | D     | 90    | + 6 tours           |
| 24   | LMGTE  | 77 | Proton Competition        | Mike Hedlund Wolf Henzler Marco Seefried                                  | Porsche 911 RSR             | D     | 90    | + 6 tours           |
| 24   | LMGTE  | 77 | Proton Competition        | Mike Hedlund Wolf Henzler Marco Seefried                                  | Porsche 4.0 L Flat-6 Atmo   | D     | 90    | + 6 tours           |
| 25   | LMP3   | 26 | Tockwith Motorsports      | Nigel Moore Phil Hanson                                                   | Ligier JS P3                | M     | 90    | + 6 tours           |
| 25   | LMP3   | 26 | Tockwith Motorsports      | Nigel Moore Phil Hanson                                                   | Nissan VK50VE 5.0 L V8 Atmo | M     | 90    | + 6 tours           |
| 26   | LMP3   | 24 | OAK Racing                | Jacques Nicolet Pierre Nicolet                                            | Ligier JS P3                | M     | 90    | + 6 tours           |
| 26   | LMP3   | 24 | OAK Racing                | Jacques Nicolet Pierre Nicolet                                            | Nissan VK50VE 5.0 L V8 Atmo | M     | 90    | + 6 tours           |
| 27   | LMGTE  | 99 | Aston Martin Racing       | Andrew Howard Darren Turner Alex MacDowall                                | Aston Martin V8 Vantage GTE | D     | 89    | + 7 tours           |
| 27   | LMGTE  | 99 | Aston Martin Racing       | Andrew Howard Darren Turner Alex MacDowall                                | Aston Martin 4.5 L V8 Atmo  | D     | 89    | + 7 tours           |
| 28   | LMGTE  | 51 | AF Corse                  | Piergiuseppe Perazzini Marco Cioci Rui Águas                              | Ferrari 458 Italia GT2      | D     | 89    | + 7 tours           |
| 28   | LMGTE  | 51 | AF Corse                  | Piergiuseppe Perazzini Marco Cioci Rui Águas                              | Ferrari 4.5 L V8 Atmo       | D     | 89    | + 7 tours           |
| 29   | LMGTE  | 60 | Formula Racing            | Johnny Laursen Mikkel Mac Christina Nielsen                               | Ferrari 458 Italia GT2      | D     | 88    | + 8 tours           |
| 29   | LMGTE  | 60 | Formula Racing            | Johnny Laursen Mikkel Mac Christina Nielsen                               | Ferrari 4.5 L V8 Atmo       | D     | 88    | + 8 tours           |
| 30   | LMP2   | 40 | Krohn Racing              | Tracy Krohn Niclas Jönsson Olivier Pla                                    | Ligier JS P2                | M     | 87    | + 9 tours           |
| 30   | LMP2   | 40 | Krohn Racing              | Tracy Krohn Niclas Jönsson Olivier Pla                                    | Nissan VK45DE 4.5 L V8 Atmo | M     | 87    | + 9 tours           |
| 31   | LMP3   | 4  | OAK Racing                | Carlos Tavares Erik Maris                                                 | Ligier JS P3                | M     | 87    | + 9 tours           |
| 31   | LMP3   | 4  | OAK Racing                | Carlos Tavares Erik Maris                                                 | Nissan VK50VE 5.0 L V8 Atmo | M     | 87    | + 9 tours           |
| Abd. | LMP3   | 18 | M.Racing - YMR            | Thomas Laurent Yann Ehrlacher Alexandre Cougnaud                          | Ligier JS P3                | M     | 69    |                     |
| Abd. | LMP3   | 18 | M.Racing - YMR            | Thomas Laurent Yann Ehrlacher Alexandre Cougnaud                          | Nissan VK50VE 5.0 L V8 Atmo | M     | 69    |                     |
| Abd. | LMP2   | 29 | Pegasus Racing            | Inès Taittinger Rémy Striebig Léo Roussel                                 | Morgan LMP2                 | M     | 45    |                     |
| Abd. | LMP2   | 29 | Pegasus Racing            | Inès Taittinger Rémy Striebig Léo Roussel                                 | Nissan VK45DE 4.5 L V8 Atmo | M     | 45    |                     |
| Abd. | LMP2   | 48 | Murphy Prototypes         | Gary Findlay Bruno Bonifacio (en) Sean Doyle                              | Oreca 03R                   | D     | 36    |                     |
| Abd. | LMP2   | 48 | Murphy Prototypes         | Gary Findlay Bruno Bonifacio (en) Sean Doyle                              | Nissan VK45DE 4.5 L V8 Atmo | D     | 36    |                     |
| Abd. | LMP3   | 19 | Duqueine Engineering      | David Hallyday Dino Lunardi David Droux                                   | Ligier JS P3                | M     | 25    |                     |
| Abd. | LMP3   | 19 | Duqueine Engineering      | David Hallyday Dino Lunardi David Droux                                   | Nissan VK50VE 5.0 L V8 Atmo | M     | 25    |                     |
| Abd. | LMGTE  | 56 | AT Racing                 | Alexander Talkanitsa, Sr. Alexander Talkanitsa, Jr. Alessandro Pier Guidi | Ferrari 458 Italia GT2      | D     | 19    |                     |
| Abd. | LMGTE  | 56 | AT Racing                 | Alexander Talkanitsa, Sr. Alexander Talkanitsa, Jr. Alessandro Pier Guidi | Ferrari 4.5 L V8 Atmo       | D     | 19    |                     |
| Abd. | LMP3   | 8  | Race Performance          | Marcello Marateotto Giorgio Maggi Bert Longin                             | Ligier JS P3                | M     | 17    |                     |
| Abd. | LMP3   | 8  | Race Performance          | Marcello Marateotto Giorgio Maggi Bert Longin                             | Nissan VK50VE 5.0 L V8 Atmo | M     | 17    |                     |
| Abd. | LMP3   | 5  | By Speed Factory          | Daniel Polley Kevin O'Hara Kim Rødkjær                                    | Ligier JS P3                | M     | 6     |                     |
| Abd. | LMP3   | 5  | By Speed Factory          | Daniel Polley Kevin O'Hara Kim Rødkjær                                    | Nissan VK50VE 5.0 L V8 Atmo | M     | 6     |                     |
| Abd. | LMP2   | 33 | Eurasia Motorsport        | Pu Jun Jin (en) Nick de Bruijn Tristan Gommendy                           | Oreca 05                    | D     |       |                     |
| Abd. | LMP2   | 33 | Eurasia Motorsport        | Pu Jun Jin (en) Nick de Bruijn Tristan Gommendy                           | Nissan VK45DE 4.5 L V8 Atmo | D     |       |                     |

## Pole position et record du tour
- Pole position : Nicolas Lapierre sur n°21 DragonSpeed en 2 min 06 s 603
- Meilleur tour en course : Mathias Beche sur n°46 Thiriet par TDS Racing en 2 min 08 s 796 au 2e tour.

## Tours en tête
Tours en tête
- no 21 Oreca 05 - DragonSpeed : 39 tours (1-21 / 74-76 / 82 - 96)
- no 46 Oreca 05 - Thiriet par TDS Racing : 10 tours (22 / 32-40)
- no 38 Gibson 015S - G-Drive Racing : 24 tours (23-31 / 51-55)
- no 32 BR Engineering BR01 - SMP Racing : 1 tour (56)
- no 23 Ligier JS P2 - Team WRT : 22 tours (57-73 / 77-81)

## À noter
- Longueur du circuit : 7,004 km
- Distance parcourue par les vainqueurs : 672,384 km